# Борен (Па-де-Кале)
Борен (фр. Beaurains) — коммуна во Франции, регион О-де-Франс, департамент Па-де-Кале, округ Аррас, кантон Аррас-3. Пригород Арраса, расположен в 5 км к югу от центра города, в 7 км от автомагистрали А1 «Нор».
Население (2018) — 5 596 человек.

## Экономика
Структура занятости населения:
- сельское хозяйство — 0,7 %
- промышленность — 6,4 %
- строительство — 20,2 %
- торговля, транспорт и сфера услуг — 47,0 %
- государственные и муниципальные службы — 25,6 %

Уровень безработицы (2017) — 13,2 % (Франция в целом — 13,4 %, департамент Па-де-Кале — 17,2 %). 

Среднегодовой доход на 1 человека, евро (2017) — 20 320 (Франция в целом — 21 110, департамент Па-де-Кале — 18 610).

## Демография
Динамика численности населения, чел.

## Администрация
Пост мэра Борена с 2004 года занимает член Социалистической партии Пьер Ансар (Pierre Ansart). На муниципальных выборах 2020 года возглавляемый им список социалистов победил в 1-м туре, получив 68,50 % голосов.
| Период | Период | Фамилия         | Партия                         | Примечания                                               |
| ------ | ------ | --------------- | ------------------------------ | -------------------------------------------------------- |
| 1961   | 1989   | Робер Дебанд    | Союз за французскую демократию |                                                          |
| 1989   | 2004   | Жан-Луи Котиньи | Социалистическая партия        | депутат Европейского парламента член Совета департамента |
| 2004   |        | Пьер Ансар      | Социалистическая партия        |                                                          |